# 四柱数秘術
四柱数秘術（しちゅうすうひじゅつ）（英名：MacroNumeric Theory）とは、年月日時から性格、一生の傾向その他を判断する占術理論、暦学理論である。
四柱推命での日柱と年柱、そして月齢を特に重視して判断する。
2021年に「四柱数位術(しちゅうすういじゅつ)」への名称変更がなされている。

## ライト & ダーク
一般に言う陰陽思想に相当する。
| Light | プラス   | ひかり | 熱   | 剛 | 夏 | 昼 | 奇数 | 能動的 | 雄 |
| Dark  | マイナス | 闇     | 冷気 | 柔 | 冬 | 夜 | 偶数 | 受動的 | 雌 |

一般の陰陽思想と異なり、ライト(陽)が先、ダーク(陰)が後になっている。

## 5カラー
一般に言う五行思想に相当する。
|   | カラー            | 季節 | 時間帯 | 方位 | 意味     | 10干 | 12季   | 指       |
| - | ----------------- | ---- | ------ | ---- | -------- | ---- | ------ | -------- |
| G | グリーン          | 春   | 朝     | 東   | 木,梅,犬 | 甲乙 | 寅卯   | 親指     |
| R | レッド            | 夏   | 昼     | 南   | 火炎     | 丙丁 | 午未   | 人差し指 |
| Y | イエロー          |      |        |      | 土壌     | 戊己 | 辰巳   | 中指     |
| S | シルバー & グレイ | 秋   | 夕     | 西   | 金属     | 庚辛 | 申酉戌 | 薬指     |
| B | ブルー            | 冬   | 夜     | 北   | 水,睡眠  | 壬癸 | 亥子丑 | 小指     |

## 10干と12季
10干と12季(十二支)を基本として重視する。
10干と12季を数字でみることが特徴である。
| 10干           | 甲 | 乙 | 丙 | 丁 | 戊 | 己 | 庚 | 辛 | 壬 | 癸 |
| 10干のナンバー | 1  | 2  | 3  | 4  | 5  | 6  | 7  | 8  | 9  | 0  |

| 12季           | 寅 | 卯 | 辰 | 巳 | 午 | 未 | 申 | 酉     | 戌 | 亥 | 子     | 丑 |
| 12季のナンバー | 1  | 2  | 5  | 6  | 3  | 4  | 7  | J      | 8  | 9  | P      | 0  |
| 蔵干           | 甲 | 乙 | 戊 | 己 | 丙 | 丁 | 庚 | (中金) | 辛 | 壬 | (中水) | 癸 |

一般の四柱推命と蔵干の割り当てが異なっている。
10干と12季のナンバーが性格と意味を有するととらえる。
| 10干 | ナンバー | 性格のカラー       | 性格                                         | 性格の音       |
| ---- | -------- | ------------------ | -------------------------------------------- | -------------- |
| 甲   | 1        | ライト・グリーン   | 實直で決断力有する独立心強いリーダータイプ。 | カ キ ク       |
| 乙   | 2        | ダーク・グリーン   | 柔軟で謙虚、協調性に優れる。                 | ケ コ          |
| 丙   | 3        | ライト・レッド     | 陽気で活動的、楽天的性格。                   | ラ段           |
| 丁   | 4        | ダーク・レッド     | 冷静でスマート、器用さを有する。             | タ段           |
| 戊   | 5        | ライト・イエロー   | 社交的で明るい性格。行動力有り。             | ア イ ウ ヤ ユ |
| 己   | 6        | ダーク・イエロー   | 責任感と忍耐力有り。實務能力高いこと多い。   | エ オ ヨ       |
| 庚   | 7        | シルバーとホワイト | シャープな感覚有しシステム化能力に優れる。   | サ シ ス       |
| 辛   | 8        | グレー             | 純粋で意志の強い努力家。                     | セ ソ          |
| 壬   | 9        | ライト・ブルー     | 優秀で知性的であり、学者・知識人を輩出する。 | ハ段           |
| 癸   | 0        | ダーク・ブルー     | 優しい性格で包容力有り、発想に優れる。       | マ段           |

## 60干季
|           |           |           |           |           |           |           |           |           |           | レーン | 不在12季          |
| --------- | --------- | --------- | --------- | --------- | --------- | --------- | --------- | --------- | --------- | ------ | ----------------- |
| 甲寅 (11) | 乙卯 (22) | 丙辰 (35) | 丁巳 (46) | 戊午 (53) | 己未 (64) | 庚申 (77) | 辛酉 (8J) | 壬戌 (98) | 癸亥 (09) | A      | 子丑不在 (P0不在) |
| 甲子 (1P) | 乙丑 (20) | 丙寅 (31) | 丁卯 (42) | 戊辰 (55) | 己巳 (66) | 庚午 (73) | 辛未 (84) | 壬申 (97) | 癸酉 (0J) | B      | 戌亥不在 (89不在) |
| 甲戌 (18) | 乙亥 (29) | 丙子 (3P) | 丁丑 (40) | 戊寅 (51) | 己卯 (62) | 庚辰 (75) | 辛巳 (86) | 壬午 (93) | 癸未 (04) | C      | 申酉不在 (7J不在) |
| 甲申 (17) | 乙酉 (2J) | 丙戌 (38) | 丁亥 (49) | 戊子 (5P) | 己丑 (60) | 庚寅 (71) | 辛卯 (82) | 壬辰 (95) | 癸巳 (06) | D      | 午未不在 (34不在) |
| 甲午 (13) | 乙未 (24) | 丙申 (37) | 丁酉 (4J) | 戊戌 (58) | 己亥 (69) | 庚子 (7P) | 辛丑 (80) | 壬寅 (91) | 癸卯 (02) | E      | 辰巳不在 (56不在) |
| 甲辰 (15) | 乙巳 (26) | 丙午 (33) | 丁未 (44) | 戊申 (57) | 己酉 (6J) | 庚戌 (78) | 辛亥 (89) | 壬子 (9P) | 癸丑 (00) | F      | 寅卯不在 (12不在) |

## 16数
重視されるものとして、16数をあげることができる。年柱と日柱で、10干が10進数、12季が12進数であるのに対し、16数は16進数であると考えることができる。16数は1から16までの数を循環し、8と16(とその±1)では変動が多くなりやすいと解釈し、また影響が大きい人物は生まれ年で16数が8と16(とその±1)であることが多いと捉える。そのような年に1955年等をあげることができる。
16数の年柱・日柱差が+0, +8とその前後である場合も、変化や影響が大きくなりやすいととらえる。

## 日柱と年柱の対応を重視
四柱数秘術では四柱推命での月柱と時柱が公転周期と自転周期での季節(時間帯)をあらわし、年柱と日柱が公転と自転の回数をあらわすと解釈する。
そして月柱と時柱をみる場合、12季を重視する。
1年と1日は12季で12等分されていると考えるためである。
四柱数秘術では日柱と年柱(の10干12季)を対応させて解釈することを特徴とする。

## 年柱・日柱差とアスペクト
日柱干季と年柱干季の差をとり、その角度を占星術のアスペクトを基本に判断する。
年柱が甲寅(11)、日柱が甲午(13)の場合、日柱年柱差は+40、アスペクトはトライン、レーンはAとEである。
| 年柱・日柱の60干季差 | 年柱・日柱の16数差 | 角度 | アスペクト名       | 意味                 |
| -------------------- | ------------------ | ---- | ------------------ | -------------------- |
| ±0                   | +0                 | 0°   | コンジャンクション | 干季の意味が強まる   |
| +10                  |                    | 60°  | シックスタイル     | 不調和運             |
| +15                  | +4                 | 90°  | スクエア           | 多少の不調和運       |
| +20                  |                    | 120° | トライン           | 強い良運             |
| +30                  | +8                 | 180° | オポジション       | 強い不調和運、波乱運 |
| +40                  |                    | 240° | トライン           | 強い良運             |
| +45                  | +12                | 270° | スクエア           | 多少の不調和運       |
| +50                  |                    | 300° | シックスタイル     | 不調和運             |

60干季で、年柱・日柱差(プラスのナンバーとも呼ぶ)+20,+40(とその前後)は強い調和と良運をあらわし、+30とその前後は波乱運と時に大きい影響力を暗示する。
60干季で、プラスのナンバーが、+17,+34,+51といった17の倍数の場合、事故や災害の暗示有りとし、+14,+28,+42,+56といった14の倍数(とその前後)の場合、災難の暗示有りとする。+7,+21,+35,+49といった7の倍数であり14の倍数でない数の場合、事故・災難の暗示ととる。

## 日の切り替わる時間帯
1日は午前3時ころに開始するととる。その為、午前0時から3時ころまででは日柱は前日の10干12季となる可能性も考えられる。1年が寅の月から始まるように、1日は寅の刻から始まるととらえる。

## 年月日からの算出例
1995年9月23日の場合の日柱、年柱、月齢の各ナンバーのサンプルを示す。
| 日柱   | 年柱   |      |
| ------ | ------ | ---- |
| 4      | 2      | 10干 |
| 6      | 9      | 12季 |
| 6      | 16     | 16数 |
| P0不在 | 7J不在 | 不在 |

| 年柱・日柱差(60干季) | 年柱・日柱差(16数) | 月齢   |
| -------------------- | ------------------ | ------ |
| +42                  | +6                 | 約27.9 |